# Jimmy Engoulvent
Jimmy Engoulvent (Le Mans, 7 december 1979) is een Frans voormalig wielrenner. Engoulvent blonk vooral uit in zeer korte tijdritten. Zo won hij vier keer de proloog in de Ronde van Luxemburg. De grootste overwinning uit zijn carrière is de eindzege in de Vierdaagse van Duinkerke in 2012. Sinds 2018 is hij ploegleider van de in 2020 geheten B&B Hotels-Vital Concept p/b KTM wielerploeg.

## Belangrijkste overwinningen
2003
2e etappe deel B Ronde van de Somme
2005
Cyclocross Bournezeau
2006
3e etappe Ronde van de Middellandse Zee (ploegentijdrit)
2007
Proloog Ronde van Luxemburg
Proloog Ronde van Gabon
Proloog Ronde van Tadzjikistan
2008
4e etappe Tour Ivoirien de la Paix
2009
2e etappe Vierdaagse van Duinkerke
2e etappe Driedaagse van de Vaucluse
3e etappe Ronde van de Sarthe
3e etappe Circuito Montañés
5e etappe Ronde van Bretagne
4e etappe Ronde van Gironde
Proloog Tour Alsace (ploegentijdrit)
2010
Proloog Ronde van Luxemburg
Proloog Ronde van Portugal
3e etappe deel a Ronde van Poitou-Charentes
Eindklassement Ronde van Poitou-Charentes
2011
Proloog Ruta del Sol
2012
3e etappe Vierdaagse van Duinkerke
Eindklassement Vierdaagse van Duinkerke
Proloog Ronde van Luxemburg
2013
Proloog Ronde van Luxemburg
2014
5e etappe Vierdaagse van Duinkerke
Proloog Boucles de la Mayenne

## Resultaten in voornaamste wedstrijden
| Jaar | Ronde van Italië | Ronde van Frankrijk | Ronde van Spanje |
| ---- | ---------------- | ------------------- | ---------------- |
| 2002 |                  |                     |                  |
| 2003 |                  |                     |                  |
| 2004 |                  | 138e                |                  |
| 2005 |                  |                     |                  |
| 2006 |                  | opgave              |                  |
| 2007 |                  |                     |                  |
| 2008 |                  | 138e                |                  |
| 2009 |                  |                     |                  |
| 2010 |                  |                     |                  |
| 2011 |                  | 160e                |                  |
| 2012 |                  | 153e (laatste)      |                  |
| 2013 |                  |                     |                  |
| 2014 |                  |                     | 157e             |
| 2015 |                  |                     | 133e             |

| Jaar | Milaan-San Remo | Gent-Wevelgem | Ronde van Vlaanderen | Parijs-Roubaix | Parijs-Tours |  | Wereldranglijsten |
| ---- | --------------- | ------------- | -------------------- | -------------- | ------------ |  | ----------------- |
| 2002 |                 | 57e           |                      | 47e            |              |  |                   |
| 2003 |                 |               |                      | 27e            | 79e          |  |                   |
| 2004 |                 |               | 95e                  |                | 150e         |  |                   |
| 2005 |                 | 76e           |                      | 48e            | 169e         |  |                   |
| 2006 | 153e            | 20e           |                      | 48e            | opgave       |  |                   |
| 2007 |                 | 107e          | opgave               | opgave         | 129e         |  | 198e (UPT)        |
| 2008 |                 | 128e          |                      | 38e            |              |  | 135e (UPT)        |
| 2009 |                 |               |                      |                | 148e         |  |                   |
| 2010 |                 |               |                      | buit.tijd      |              |  |                   |
| 2011 |                 |               |                      | 65e            | opgave       |  |                   |
| 2012 |                 |               |                      | 21e            |              |  |                   |
| 2013 |                 |               |                      | opgave         |              |  |                   |
| 2014 |                 | 127e          | opgave               | opgave         | 98e          |  | 236e (UWT)        |
| 2015 |                 | opgave        | opgave               | 56e            |              |  |                   |

## Ploegen
2000 -  Bonjour (stagiair)
2001 -  Bonjour
2002 -  Bonjour
2003 -  Brioches La Boulangère
2004 -  Cofidis
2005 -  Cofidis
2006 -  Crédit Agricole
2007 -  Crédit Agricole
2008 -  Crédit Agricole
2009 -  Besson Chaussures-Sojasun
2010 -  Saur-Sojasun
2011 -  Saur-Sojasun
2012 -  Saur-Sojasun
2013 -  Sojasun
2014 -  Team Europcar
2015 -  Team Europcar
Wielerploegen van Jimmy Engoulvent
Bénéteau ·
Bouyer ·
Chavanel ·
Deramé ·
Faudot ·
Gabriel ·
Guilbert ·
Joly ·
Lelarge · 
Mainguenaud ·
Nazon ·
Perraudeau ·
Pichon ·
Renier ·
Robin ·
Rous ·
Salanson ·
Simon ·
Engoulvent (stagiair) ·
Geslin (stagiair) ·
Voeckler (stagiair) 
Bénéteau ·
Bouyer ·
Charteau ·
Chavanel ·
Deramé ·
Engoulvent ·
Gabriel ·
Guilbert ·
Joly ·
Lelarge (tot 30/06) · 
Mainguenaud ·
Nazon ·
Perraudeau ·
Pichon ·
Renier ·
Robin ·
Rous ·
Salanson ·
Simon ·
Voeckler ·
Geslin (stagiair) ·
Hary (stagiair) ·
Kern (stagiair) 
Bénéteau ·
Bouyer ·
Charteau ·
Chavanel ·
Deramé (tot 31/07) ·
Engoulvent ·
Geslin ·
Guilbert ·
Joly ·
Magnien ·
Mainguenaud ·
Nazon ·
Perraudeau ·
Pichon ·
Pineau ·
Renier ·
Rous ·
Salanson ·
Simon ·
Voeckler ·
Hary (stagiair) · 

Martias (stagiair) 
Bénéteau ·
Bouyer ·
Charteau ·
Sébastien Chavanel ·
Sylvain Chavanel ·
Engoulvent ·
Geslin ·
Hary ·
Kern ·
Magnien ·
Martias ·
Nazon ·
Perraudeau (tot 13/08) ·
Pineau ·
Renier ·
Rous ·
Salanson (tot 03/06) ·
Voeckler ·
Gène (stagiair) ·
Naulleau (stagiair) ·
Zen (stagiair) 
Astarloa  (tot 30/04) ·
Atienza · 
Bessy ·
Bourgain · 
Casper ·
Clain (tot 30/04) · 
Coyot ·
Cuesta · 
Edaleine ·
Engoulvent ·
Farazijn · 
Fernández ·
Fofonov ·
Gané · 
Gaumont (tot 15/02) · 
Lelli · 
Millar (tot 15/07) · 
Moncoutié · 
Monier ·
O'Grady ·
Pérez · 
Roulston · 
Scheirlinckx · 
Tombak · 
Tournant · 
Trentin · 
Vasseur · 
White · 
Cabrera (stagiair) ·
Moinard (stagiair) · 
Roche (stagiair)   
Augé ·
Atienza · 
Bertagnolli · 
Bessy ·
Bourgain · 
Casper ·
Chavanel · 
Coyot ·
Duclos-Lassalle · 
Edaleine ·
Engoulvent ·
Farazijn · 
Fernández ·
Fofonov ·
Gané · 
Inaudi · 
Koerts · 
Marichal ·
Moinard · 
Moncoutié · 
Monier ·
O'Grady ·
Pérez · 
Roche ·
Scheirlinckx · 
Tombak · 
Tournant · 
Trentin · 
Vasseur · 
White · 
Galland (stagiair) · 
Hartmann (stagiair) · 
Sutton (stagiair)   
Bellotti ·
Bodrogi ·
Bonnet ·
Botsjarov ·
Caucchioli ·
Charteau ·
Dean ·
Edaleine ·
Engoulvent ·
Fofonov ·
Halgand ·
Hinault ·
Hivert ·
Hushovd ·
Kaggestad ·
Kirsipuu ·
Le Mével ·
Lemoine ·
Marino ·
Patour ·
Pauriol ·
Poilvet ·
Portal ·
Raisin ·
Renshaw ·
Talabardon ·
Vogondy ·
Fortin (stagiair) ·
Lhotellerie (stagiair) ·
Rolland (stagiair) 
Bellotti ·
Bodrogi ·
Bonnet ·
Botsjarov ·
Caucchioli ·
Charteau ·
Dean ·
Edaleine ·
Engoulvent ·
Fofonov ·
Furlan ·
Halgand ·
Hinault ·
Hivert ·
Hushovd ·
Kaggestad ·
Kern ·
Laurent ·
Le Mével ·
Lemoine ·
Marino ·
Pauriol ·
Poilvet ·
Raisin ·
Renshaw ·
Roche ·
Rolland ·
Talabardon ·
Bagot (stagiair) ·
Fournet-Fayard (stagiair) ·
Konovalovas (stagiair) 
Berthou ·
Bodrogi ·
Bonnet ·
Botsjarov ·
Caucchioli ·
Engoulvent ·
Fofonov (tot 31/07) ·
Furlan ·
Gerrans ·
Halgand ·
Hinault ·
Hivert ·
Hunt ·
Hushovd ·
Konovalovas ·
Kern ·
Le Mével ·
Lemoine ·
Marino ·
Méderel ·
Pauriol ·
Raisin ·
Rasch ·
Renshaw ·
Roche ·
Rolland ·
Simon ·
Talabardon ·
Bessy (stagiair) ·
Chopin (stagiair) ·
Šiškevičius (stagiair) 
Bessy ·
Casper ·
Coutouly ·
Engoulvent ·
Galland ·
Jeandesboz ·
Mangel ·
Marino ·
Mathéou ·
Morizot ·
Simon ·
Sinner ·
Talabardon · 
Delaplace (stagiair)
Bessy ·
Casper ·
Coppel · 
Coutouly ·
Delaplace ·
Engoulvent ·
Galland ·
Hivert ·
Jeandesboz ·
Joly ·
Lemoine ·
Levarlet ·
Mangel ·
Marino ·
Martias · 
Mathéou ·
Poulhiès ·
Simon ·
Talabardon · 
Laborie (stagiair) · 
Poux (stagiair) · 

Tortelier (stagiair)
Bessy ·
Casper ·
Coppel · 
Coyot ·
Delaplace ·
Engoulvent ·
Galland ·
Hivert ·
Jeandesboz ·
Joly ·
Laborie · 
Lemoine ·
Levarlet ·
Mangel ·
Marino ·
Martias · 
Mathéou ·
Paiani ·
Poulhiès ·
Poux · 
Simon ·
Talabardon · 
Turpin ·
Daniel (stagiair) · 
Renault (stagiair) · 
Tortelier (stagiair)
Bessy ·
Coppel · 
Coyot ·
Delaplace ·
Engoulvent ·
Feillu ·
Galland ·
Hivert ·
Jeandesboz ·
Laborie · 
Le Lay ·
Lemoine ·
Levarlet ·
Mangel ·
Marino ·
Martias · 
Méderel ·
Paiani ·
Poulhiès ·
Poux · 
Simon ·
Talabardon · 
Tortelier · 
Kéo (stagiair) ·
Renault (stagiair) · 
Vuillermoz (stagiair) 
Daniel ·
Delaplace ·
El Fares ·
Engoulvent ·
Feillu ·
Galland ·
Hivert ·
Jeandesboz ·
Laborie · 
Le Lay ·
Lemoine ·
Marino ·
Martias · 
Méderel ·
Paiani ·
Pauriol ·
Poux ·
Schmidt ·
Simon ·
Šiškevičius · 
Talabardon · 
Tortelier · 
Vuillermoz · 

Guay (stagiair)  
Arashiro · Berhane · Bernaudeau · Coquard · Cousin · Craven · Duchesne · Engoulvent · Gautier · Gène · Guillemois · Hurel · Jeandesboz · Jérôme · Kern · Lamoisson · Malacarne · Martinez · Méderel · Nauleau · Pichot · Quéméneur · Reza · Rolland · Sicard · Thurau · Tulik · Voeckler · Cardis (stagiair) · Cornu (stagiair) · Krainer (stagiair)
Arashiro · Bernaudeau · Boudat · Coquard · Cousin · Craven · Duchesne · Engoulvent · Gautier · Gène · Guillemois · Hurel · Jeandesboz · Jérôme · Lamoisson · Martinez · Méderel · Morice · Nauleau · Pichot · Quéméneur · Rolland · Sicard · Thévenot · Tulik · Voeckler · Guyot (stagiair) · Krainer (stagiair) · Sellier (stagiair)